# Begosso
Begosso è una frazione appartenente al comune di Terrazzo (provincia di Verona). È conosciuto come il "paese della mela" in quanto ricco di coltivazioni di questo tipo.

## Geografia fisica
Il centro abitato si trova nella parte sudorientale del territorio comunale e dista circa 4 km dal capoluogo. Da Begosso si possono raggiungere le cittadine padovane di Castelbaldo e Merlara. È inoltre bagnato dal corso del fiume Adige, reso sicuro per la presenza di possenti argini.

## Origini del nome
Il paese, di origine molto antica, viene già citato nelle mappe e in qualche documento nel X secolo. Viene chiamato nel 932 col nome di Bugossio, nel 955 Begozio poi ancora nei secoli seguenti, Buvosii, Begossius, e Begosium. L'origine del toponimo è sconosciuta ma secondo alcuni studi si riferirebbe al bove.

## Storia

### Primi documenti su Begosso
A seguito del ritrovamento di un tratto di una classica strada romana sotto il letto attuale (dal VI secolo E.V.) del fiume Adige, probabilmente il ramo padano della Via Claudia, che congiungeva Ostiglia con Verona e poi Trento, possiamo pensare che il borgo abbia un'origine romana, forse quale stazione di posta sulla via consolare. Tuttavia i primi documenti riguardanti questa frazione risalgono al X secolo e diguardono la cessione o l'acquisto di beni immobili o terreni. Infatti nel 932 il primo documento su Begosso cita la donazione di terre, fatta da Dagilberto diacono e vicedomino di Verona, possessore di un terreno, al Capitolo della Cattedrale per il mantenimento di sacerdoti ammalati o poveri. Nel 955 Milone Sanbonifacio, membro della nobile famiglia veronese, concesse al fratello una corte con annessi terreno e vigneto. Nel 967 il vescovo Raterio lascia in eredità alcuni suoi beni di Begosso, al clero minore della Chiesa veronese.

## Monumenti e luoghi d'interesse

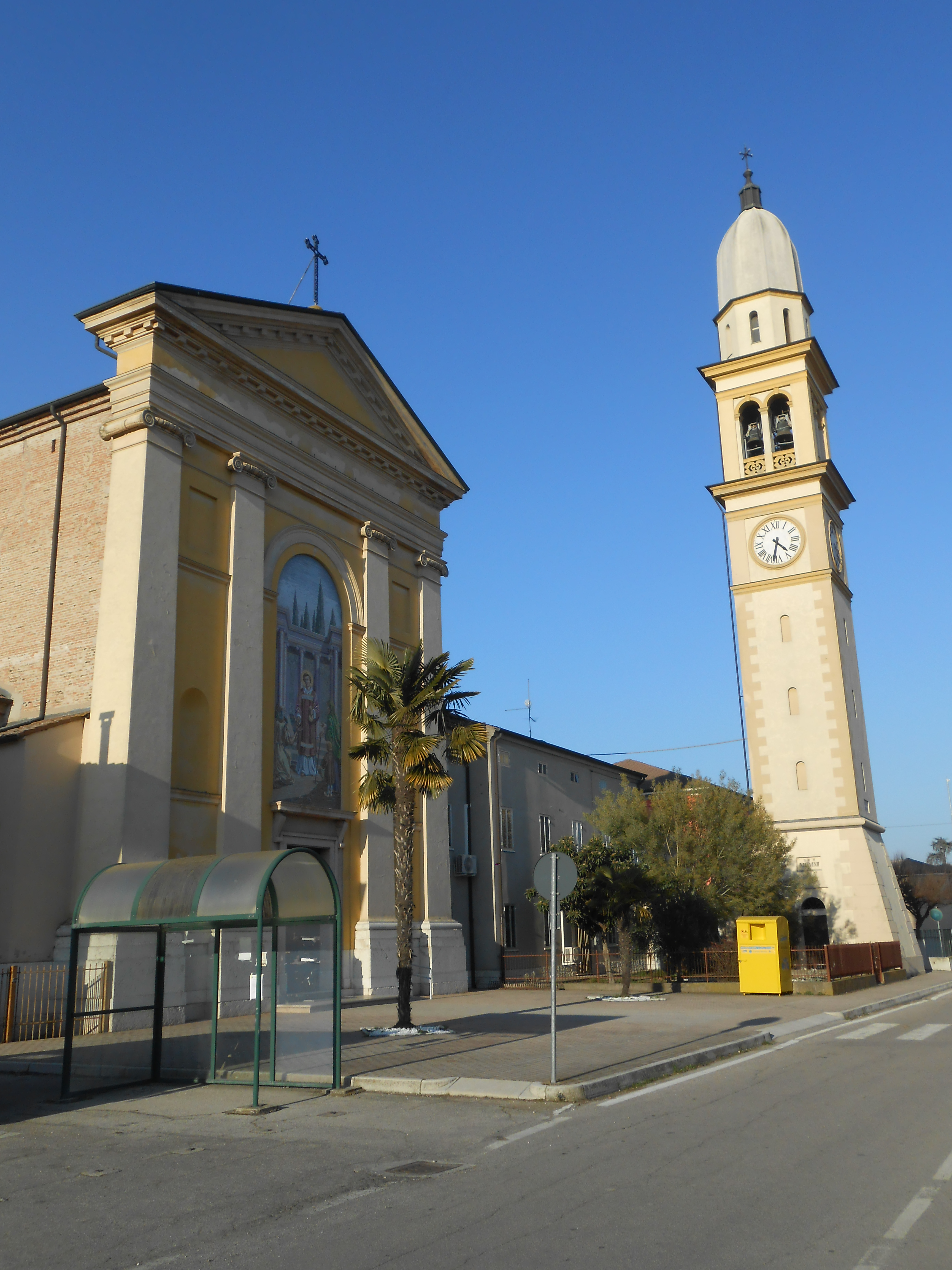
parrocchia Di San Lorenzo Martire

- Chiesa di San Lorenzo Martire - XIX secolo